# Паньков Михайло Дмитрович
Михайло Дмитрович Паньков (нар. 23 жовтня 1942, селище Делятин, тепер Надвірнянський район, Івано-Франківська область — 31 травня 2024, Хмельницький) — генерал-майор міліції у відставці. 
З 1990 року був начальником УМВС України в Івано-Франківській області. У 1994–1999 роках — начальник УМВС України в Хмельницькій області. Голова Хмельницької обласної організації ФСТ «Динамо» протягом 1994–1999 років. Заслужений юрист України.

## Життєпис
Народився 23 жовтня 1942 року в містечку Делятин на Гуцульщині в роки німецької окупації. 
Трудову діяльність розпочав у 1960 році столяром. У 1961–1964 роках служив у Збройних Силах СРСР. У 1964–1966 роках навчався в Івано-Франківській спеціальній середній школі міліції МВС СРСР. У 1972 році закінчив Київську вищу школу МВС СРСР.
З 1966 року служив на різних посадах в органах внутрішніх справ Івано-Франківської області. Особливо відзначився в 1970—1980-х рр. як начальник Снятинського райвідділу міліції, де сформував довкола себе хорошу команду для переходу на посаду очільника міліції області. 
У 1990 році призначений начальником УМВС України в Івано-Франківській області. У 1994–1999 роках — начальник УМВС України в Хмельницькій області.
Помер у Хмельницькому 31 травня 2024 року. Похований 2 червня 2024 року.

## Нагороди
- Орден Богдана Хмельницького III ст. (14 лютого 2011) — за значний особистий внесок у розвиток ветеранського руху, патріотичне виховання молоді, мужність і самовідданість, виявлені під час виконання військового обов'язку, та з нагоди Дня вшанування учасників бойових дій на території інших держав[2]
- Медаль «За бездоганну службу» трьох ступенів
- Заслужений юрист України (19 грудня 1996) — за особистий внесок у зміцнення законності та правопорядку, високу професійну майстерність[3]
- Почесний знак МВС України